# Ludvig 2. af Italien
Ludvig 2. (født 825, død 12. august 875) var en tysk-romersk kejser (medkejser fra 850, enekejser 855-875) og konge af Italien 839-875 (kronet med Longobardernes jernkrone af pave Sergius 2. den 15. juni 844).
Ludvig 2. var ældste søn af kejser Lothar 1. Allerede i 839, da han var 14 år, blev han valgt til konge af Italien. Han tiltrådte regeringen i 844, da han var 19 år gammel. 
Ludvig blev kronet til romersk medkejser i 850. En stor del af hans regeringstid gik med at forsvare Italien mod saracenernes angreb. 